# Mässcupfinalen 1971
Mässcupfinalen 1971 var den trettonde finalen i ordningen av Mässcupen och den sista finalen som spelades innan cupen bytte namn till UEFA-cupen. Den spelades över två matcher med den första matchen den 28 maj och returmatchen den 3 juni 1971 mellan italienska Juventus FC och engelska Leeds United FC. Leeds var i sin tredje Mässcupfinal på fem år efter en finalvinst 1968 och en finalförlust 1967 medan Juventus bästa resultat var en finalförlust 1965. Den första matchen i Turin slutade 2-2 och returmatchen i Leeds 1-1, sammanlagt 3-3 och därmed vann Leeds finalen på fler gjorda mål på bortaplan enligt bortamålsregeln. Ursprungligen skulle den första matchen ha spelats den 26 maj men den avbröts efter 51 minuters spel vid ställningen 0-0 på grund av ett häftigt regn och en vattensjuk plan.

## Matchsammandrag

### Första matchen i Turin
Den första matchen började spelas den 26 maj 1971 under ett kraftigt regn som började flera timmar före matchen. Domaren inspekterade planen ett par gången före matchstart och beslutade att matchen skulle spelas. Det kraftiga regnet fortsatte dock och efter 51 minuter, då ställningen fortfarande var 0-0, beslöt domaren i samråd med sina linjemän att bryta matchen då det var så mycket vatten på planen att den i princip var ospelbar. På grund av det ihållande regnet även dagen efter så diskuterades möjligheten att flytta matchen till Leeds och låta Leeds få spela båda matcherna på hemmaplan.
Men fredagen den 28 maj sken solen över Turin och den första matchen kunde äntligen spelas. Juventus började bäst och pressade tillbaka Leeds men efter den inledande anstormningen jämnade Leeds ut spelet och skapade ett antal chanser men utan att lyckas göra mål. Efter 27 minuter bröt Haller ett anfall genom att ta bollen av Cooper och iscensatte en snabb kontring. Han spelade bollen vidare till Anatasi, som passade vidare till Causio, Causio sköt mot mål där Bettega dök upp bakom Reaney, satte bollen förbi Sprake och i mål.
I andra halvlekens tredje minut kvitterade Leeds genom ett skott av som ändrade riktning på en försvarare och förbi Piloni. Det dröjde enbart sju minuter innan Juventus återigen var i ledningen med 2-1 genom Capello som sköt i krysset från straffområdslinjen. I 72:a minuten bytte Leeds ut Jones och satte in Bates för att låta Bremner ta klivet upp i anfallet. Bates hade bara varit inne på planen i tre minuter när han kvitterar till 2-2 på ett skott vid en kontring. Det blev inga fler mål i matchen utan den slutade 2-2.

### Andra matchen (Returmatchen) i Leeds
Returmatchen spelades i Leeds torsdagen den 3 juni 1971 och det var hemmalaget som inledde bäst, Revie taktik var klar, Leeds skulle fokusera på höga inlägg mot mål och därmed försöka utnyttja sitt övertag i huvudspelet. Leeds tog ledningen i tolfte minuten i samband med en frispark som Bremner slog mot bortre stolpen där Charlton vinner en luftduell, bollen landar hos Lorimer som skjuter men en försvarare hinner täcka skottet, returen gick dock till Clarke som skjuter i mål otagbart för Juventus målvakt Tancredi.
Efter målet fortsätter Leeds anstormning och laget är ytterst nära att utöka sin ledning vid ett par tillfällen. Mitt i Leeds press bröt dock Juventus ett Leeds anfall, kontrade snabbt och spelade fram bollen till Anastasi som helt ensam med Sprake inte gjorde något misstag utan enkelt placerade bollen i mål. Juventus jämnade ut spelet och båda lagen hade ett par tillfällen att göra mål men utan att lyckas. 
I andra halvlek drar sig Leeds tillbaks något för att säkra bakåt och spela på resultatet, väl medvetna om att de är sammanlagd vinnare på fler gjorda bortamål om de lyckas. Juventus dominerade mittfältet men utan att skapa de riktigt klara målchanserna, det blev inga fler mål i matchen utan den slutade 1-1, vilket ger 3-3 sammanlagt och innebar att Leeds genom bortamålsregeln var Mässcup-mästare för andra gången genom tiderna.

## Matchfakta

### Första matchen
|  | 28 maj 1971 | Juventus                | 2 – 2           | Leeds United          | Stadio Comunale, Turin                                    |                                                           |
|  |             | Bettega 27′ Capello 55′ | (1 – 0) Rapport | Madeley 48′ Bates 77′ | Publik: 58 555 Domare: Laurens van Ravens (Nederländerna) | Publik: 58 555 Domare: Laurens van Ravens (Nederländerna) |
|  |             |                         |                 |                       | Publik: 58 555 Domare: Laurens van Ravens (Nederländerna) | Publik: 58 555 Domare: Laurens van Ravens (Nederländerna) |
|  |             |                         |                 |                       | Publik: 58 555 Domare: Laurens van Ravens (Nederländerna) | Publik: 58 555 Domare: Laurens van Ravens (Nederländerna) |

| Juventus | Leeds United |

| JUVENTUS:        |    |                      |     |
|                  |    |                      |     |
| MV               | 1  | Massimo Piloni       |     |
|                  | 2  | Luciano Spinosi      |     |
|                  | 3  | Sandro Salvadore     |     |
|                  | 4  | Giampietro Marchetti |     |
| MF               | 5  | Giuseppe Furino      |     |
|                  | 6  | Francesco Morini     |     |
|                  | 7  | Helmut Haller        |     |
|                  | 8  | Fabio Capello 55′    |     |
|                  | 9  | Franco Causio        |     |
|                  | 10 | Pietro Anastasi      | 72′ |
|                  | 11 | Roberto Bettega 27′  |     |
| Avbytare:        |    |                      |     |
| FW               | 12 | Adriano Novellini    | 72′ |
| Manager:         |    |                      |     |
| Čestmír Vycpálek |    |                      |     |

| LEEDS UNITED: |    |                  |     |
|               |    |                  |     |
| MV            | 1  | Gary Sprake      |     |
| HB            | 2  | Paul Reaney      |     |
| VB            | 3  | Terry Cooper     |     |
| MF            | 4  | Billy Bremner    |     |
| CH            | 5  | Jack Charlton    |     |
| CH            | 6  | Norman Hunter    |     |
| VY            | 7  | Peter Lorimer    |     |
| FW            | 8  | Allan Clarke     | 32' |
| CF            | 9  | Mick Jones       | 72′ |
| MF            | 10 | John Giles       |     |
| MF            | 11 | Paul Madeley 48′ |     |
| Avbytare:     |    |                  |     |
| MF            | 12 | Mick Bates 77′   | 72′ |
| Manager:      |    |                  |     |
| Don Revie     |    |                  |     |

### Returmatchen
|  | 3 juni 1971 | Leeds United | 1 – 1           | Juventus     | Elland Road, Leeds                                 |                                                    |
|  |             | Clarke 12′   | (1 – 1) Rapport | Anastasi 20′ | Publik: 42 483 Domare: Rudi Glöckner (Östtyskland) | Publik: 42 483 Domare: Rudi Glöckner (Östtyskland) |
|  |             |              |                 |              | Publik: 42 483 Domare: Rudi Glöckner (Östtyskland) | Publik: 42 483 Domare: Rudi Glöckner (Östtyskland) |
|  |             |              |                 |              | Publik: 42 483 Domare: Rudi Glöckner (Östtyskland) | Publik: 42 483 Domare: Rudi Glöckner (Östtyskland) |

| Leeds United | Juventus |

| LEEDS UNITED: |    |                  |     |
|               |    |                  |     |
| MV            | 1  | Gary Sprake      |     |
| HB            | 2  | Paul Reaney      |     |
| VB            | 3  | Terry Cooper     |     |
| MF            | 4  | Billy Bremner    |     |
| CH            | 5  | Jack Charlton    |     |
| CH            | 6  | Norman Hunter    |     |
| VY            | 7  | Peter Lorimer    |     |
| FW            | 8  | Allan Clarke 12′ |     |
| CF            | 9  | Mick Jones       |     |
| MF            | 10 | John Giles       |     |
| MF            | 11 | Paul Madeley     | 47′ |
| Avbytare:     |    |                  |     |
| MF            | 12 | Mick Bates       | 47′ |
| Manager:      |    |                  |     |
| Don Revie     |    |                  |     |

| JUVENTUS:        |    |                      |
|                  |    |                      |
| MV               | 1  | Roberto Tancredi     |
|                  | 2  | Luciano Spinosi      |
|                  | 3  | Sandro Salvadore 75' |
|                  | 4  | Giampietro Marchetti |
|                  | 5  | Giuseppe Furino      |
|                  | 6  | Francesco Morini     |
|                  | 7  | Helmut Haller        |
|                  | 8  | Fabio Capello        |
|                  | 9  | Franco Causio        |
|                  | 10 | Pietro Anastasi 20′  |
|                  | 11 | Roberto Bettega      |
| Avbytare:        |    |                      |
|                  | 12 |                      |
| Manager:         |    |                      |
| Čestmír Vycpálek |    |                      |

Sammanlagt 3-3, Leeds United vann på fler gjorda bortamål